# Camp David-avtalen
Camp David-avtalen (engelska: Camp David Accords) undertecknades den 17 september 1978 och innebar en överenskommelse om fred i Mellanöstern. USA:s president Jimmy Carter ledde förhandlingarna mellan Egyptens president Anwar Sadat och Israels premiärminister Menachem Begin.
Avtalet behandlade främst förhållandet mellan Egypten och Israel, och det var genom detta avtal som Israel för första gången blev erkänd av en kringliggande arabstat. Det beslutades också att Palestinafrågan skulle lösas på fredlig väg, och Västbanken och Gazaremsan skulle få självstyre.
Som en direkt följd av Camp David-protokollet frystes Egypten ut av de andra arabstaterna som ansåg att Egypten hade förrått palestinierna och deras rätt till en suverän stat. Det tog dryga tio år innan relationerna åter normaliserades.
Varför avtalet fick namnet "Camp David" berodde på att avtalet förhandlades fram på amerikanske presidentens lantställe Camp David i Maryland.

### Fotnoter
1. ↑  ”Fruset 25 år efter Camp David”. Svenska dagbladet. 16 september 2003. http://www.svd.se/fruset-25-ar-efter-camp-david. Läst 16 juni 2016.